# Pexopsis zhangi
Pexopsis zhangi là một loài ruồi trong họ Tachinidae.